# Sarıkamış

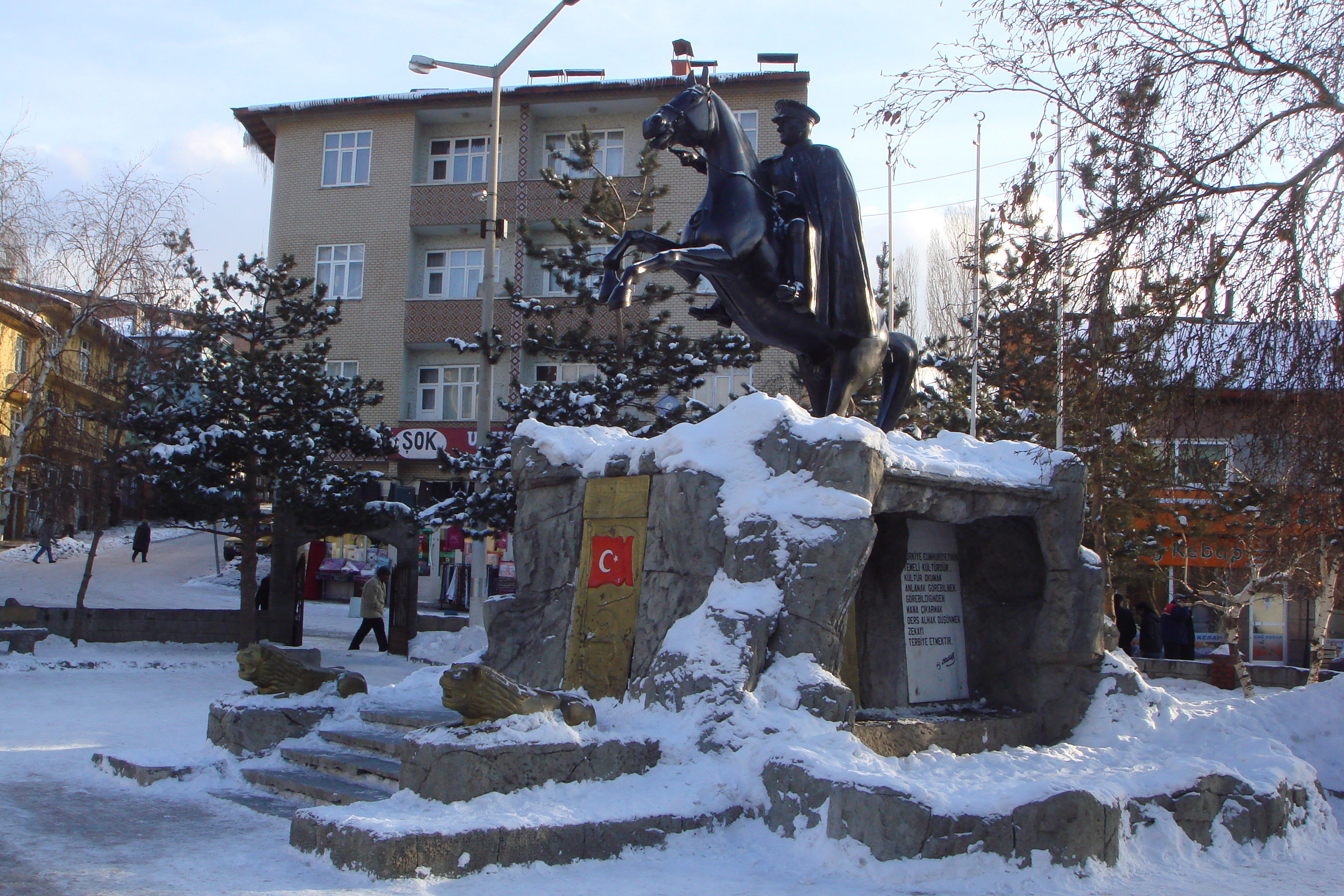
Sarıkamış

Sarıkamış (armenio: Սարիղամիշ (transliteración latina: Sarighamish) es una ciudad y un distrito de la provincia de Kars, en la región de Anatolia oriental de Turquía.
- Datos: Q844542
- Multimedia: Sarıkamış / Q844542

1. ↑  Worldpostalcodes.org,código postal n.º 36500.